# トヨタ・SAI
SAI（サイ）は、トヨタ自動車が製造・販売していたセダン型のハイブリッド専用車である。

## 概要
トヨタブランドとしてはプリウスの発売以来12年ぶり、2車種目のハイブリッド専用モデルとして2009年（平成21年）に発売された。プリウスの上位クラスに位置するアッパーミドルクラスのハイブリッドカーとして販売されており、先に発売されていたレクサスブランドのハイブリッドカー、HS250h（以下HS）とは姉妹車の関係にある。なお、本車種は日本国内専売である。
開発担当のチーフエンジニア（主査）はかつて同社の小型4ドアサルーン「プログレ」の製品企画部門の主担当員を務めた経歴を持ち、1990年代にデビューしたプログレの理念を2000年代のデザイン手法や技術で復活させた車といえるものである。プログレの理念に通ずる「小さな高級セダン」を作ることから構想が始まったため、当初はハイブリッド専用車とは決まっていなかった。トヨタのハイブリッド車のラインナップにおいて、クラウンハイブリッドとプリウスの間を埋める中間車種としての役割も担っていて、月間販売目標は3,000台と発表されている。
正式発表の前にニューモデルマガジンX誌などにおいて「HSのトヨタ版」という紹介がなされたため、HSをトヨタ用にスタイリングし直したのみの、別ブランド向け廉価版と思われがちであるが、企画構想はSAIの方が早く、開発はHSとほぼ同時並行で、ボディやインパネなどのデザインも一から行われ、シャシもSAI独自の設計で開発されている。ただしプラットフォームやその他メカニズム、フロントドアなどボディの一部はHSと共通であり、「姉妹車（兄弟車）」と呼べるものである。HSが先行発売となった裏には、SAIの販売は当初1チャンネルのみの予定であり、途中でトヨタの全チャンネルからの販売へと変更されたことが原因で遅れたためで、実際には「HSの廉価版がSAI」というよりも、「SAIをベースにした高付加価値版がHS」というのが実像に近い。
登場後はクラウンよりも維持費が安く、室内空間にも余裕があり、同時に環境問題に配慮していると言うイメージアップ効果もあるため、首都圏を中心に、法人・個人を問わず、タクシーとしての需要があった。また、後期型は、内閣総理大臣等の要人警護車輛（黒塗り）として、警視庁に数台が採用されている。

### メカニズム
プラットフォームはプリウスやHSと共通の新MCプラットフォームを採用しており、パワートレインなどをHSと共有している。
基本となるハイブリッドシステムは、3代目プリウスと同型のリダクション機構付THS IIであるが、エンジンはプリウスの直列4気筒1.8 L・2ZR-FXE型エンジンに対して、HSやエスティマハイブリッド、そして日本国外専売のカムリ・ハイブリッドなどにも採用された、直列4気筒2.4 L・2AZ-FXE型エンジンを搭載する。このため、プリウスよりもハイパワーでありながら軽自動車や1,000 ccクラスのコンパクトカーに匹敵する低燃費（JC08モード燃費で22.4 km/L）を実現した。また、平成27年度燃費基準+20 %を達成し、同時に平成17年度基準排出ガス75 %低減レベル（☆☆☆☆）認定も取得した。なお、プリウスやHSに装備されている「POWERモード」のスイッチは省かれているが、後期型ではHS共に「SPORTモード」としてPOWERモードが搭載される。

### デザイン

#### エクステリア
ハイブリッド専用車であるが、エクステリアは2代目以降のプリウスのような5ドアハッチバックの「トライアングル・シルエット」ではなく、初代プリウス以来の保守的な4ドアノッチバックセダンのスタイルを採用した。
基本的なボディシェルはHSと同じで、かつ全体的なフォルムも酷似しているが、寸法はHS比で全長-15mm、全幅-15mmとそれぞれ短縮、全高も10mm低められた。空力性能はCd値0.27とHSと同一の数値である。またHSと同様、さらなる空力性能の向上に寄与するフロントバンパースポイラーやリアスポイラーも装着する（AS Packageのみ）。また、プリウスに続いてLED式ヘッドランプ（G系に採用、S系はディスチャージヘッドランプとなる）を搭載した。外観デザインでは近年のトヨタのデザイン哲学である「ヴァイブランド・クラリティ（活き活き・明快）」を踏襲し、3代目プリウスと同様の完成されたモノフォルムである「トライアングルシルエット」に対し、あえてトランク部を組み合わせることで、「パーフェクト・インバランス（崩しある完成）」や「インテグレーテッド・コンポーネント・アーキテクチャー（主張ある調和）」を追求したという。
後期型は、前期型が開発コードネームであり、同時に車名の由来でもある「才」の色が強すぎた反省から、プリウスのDNAに頼ることなく（もうひとつの車名の由来でもある）「彩」に重きを置いた大胆なデザインとされ、ヘッドライト、リヤコンビネーションレンズとも横一直線につなげ、サイドのショルダーラインに中継することでボディを大きく見せるように工夫した。また、フロントグリルに内蔵されるLEDは全体的に均等に光るのではなく、発光部分から徐々にフェードアウトしていくが、これは書道の筆遣いを意識している。また、ドアミラーもターンレンズの位置とデザインを変更した新造品となっている。

#### インテリア
エクステリア同様、インパネ部もHSのイメージに似たものとなっているが、細部を見ると、ほとんどの部品にHSとは異なるデザインのものが使用されている。インテリアデザインのコンセプトは、「薄いものを重ねる、薄いものを湾曲させる」などをキーワードとし、「分厚い（重厚な）ものこそ尊く高級である」という旧来の価値観を打破することを意識している。インパネ操作を行うための前方配置エレクトロマルチビジョン&リモートタッチをトヨタブランド車として初搭載した。これはレクサス・RXに初めて採用され、通常はモニターの液晶画面に直接タッチすることでカーナビゲーションやオーディオシステム等を操作するところを、「操作ノブ」と呼ばれる固定式のマウスを指先で操作して、モニター上のアイコンを動かしメニューにタッチするというシステムである。ただし、トヨタブランドであるSAIに採用された「リモートタッチ」はレクサス車のそれと基本を同じくするものの、前期型のSAIの操作ノブはツマミ状のものに変更されている。
また、SAIでは室内の表面積の約60%の部材で植物由来プラスチックを使用している。現在、植物由来プラスチックの原材料がアメリカの化学会社1社のみの独占供給状態であり、そのため、この車がその旗振り役に選ばれたという。
後期においては、色味を配色を若干変え、ファブリック仕様には新たに赤みを増させた「ファブリック茜（アカネ）」を設定した。これはSAIのメインユーザーである50〜60代男性が選定時、インテリアカラーで妻（女性）の意見を求めることが多いことに配慮したためである。

### グレード
基本仕様の「S」と上級仕様の「G」、「S Cパッケージ」・「G Aパッケージ」が設定されていた。
S
量販グレード。16インチアルミホイール（センターオーナメント付）、LEDヘッドランプ（2連プロジェクター式）&LEDクリアランスランプ、スーパーUVカットガラス（フロントドアガラス、撥水・遮音機能付）、本革巻きステアリングホイール（ステアリングスイッチ付）、左右独立温度コントロールフルオートエアコン（電動インバーターコンプレッサー・花粉除去モード付）等が装備されている。
S Cパッケージ
Sの装備に加えて、LEDフロントフォグランプ、クルーズコントロール、プラズマクラスター（高濃度タイプ）が追加されるほか、フロントドアガラスはスーパーUV・IRカットガラス（遮音・撥水機能付）に、フロント間欠ワイパーが雨滴感応式に、インナーミラーが自動防眩に、マルチアジャスタブルシートの助手席が電動式にそれぞれグレードアップされる。
G
S Cパッケージの装備に加えて、ドアメッキモール、リモートタッチ、運転席パワーイージーアクセスシステム、マイコンプリセットドライビングポジションシステム（ステアリング・シート・ドアミラー）、SDナビゲーションシステム&SAI・スーパーライブサウンドシステム（10スピーカー）などが追加されるほか、サイドターンランプ付電動格納式ドアミラーはオート格納・ヒーター・リバース連動・メモリー機能付に、本革巻きステアリングホイール（ステアリングスイッチ付）とドアトリムスイッチベースは木目調に、チルト&テレスコピックステアリングは電動式になるなど、既存装備もグレードアップされる。
G Aパッケージ
Gの装備に加えて、レーンキーピングアシスト、プリクラッシュセーフティシステム（ミリ波レーダー方式）、レーダークルーズコントロール（ブレーキ制御付）、SRSリヤサイドエアバッグ+後左右席プリテンショナー&フォースリミッター機構付シートベルト等の予防安全関連の装備が追加されたグレード。

## 年表

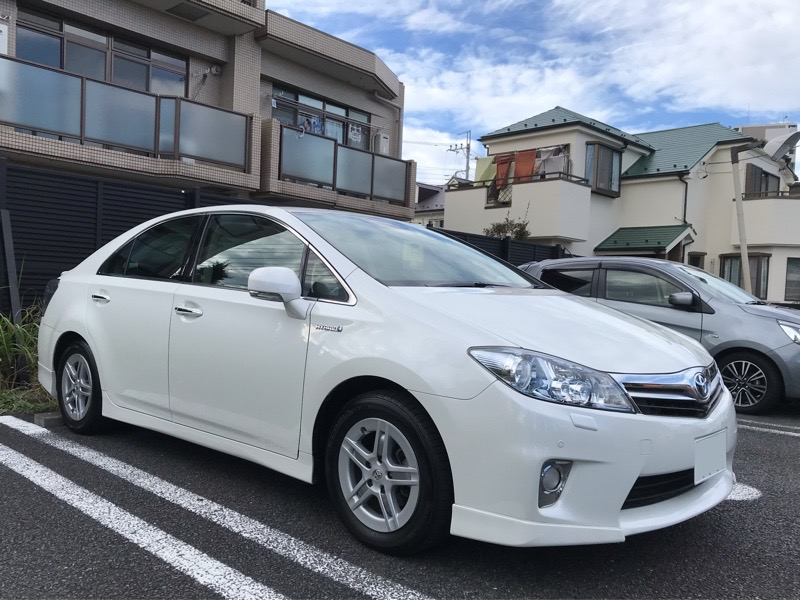
トヨタSAI前期型S LEDエディション

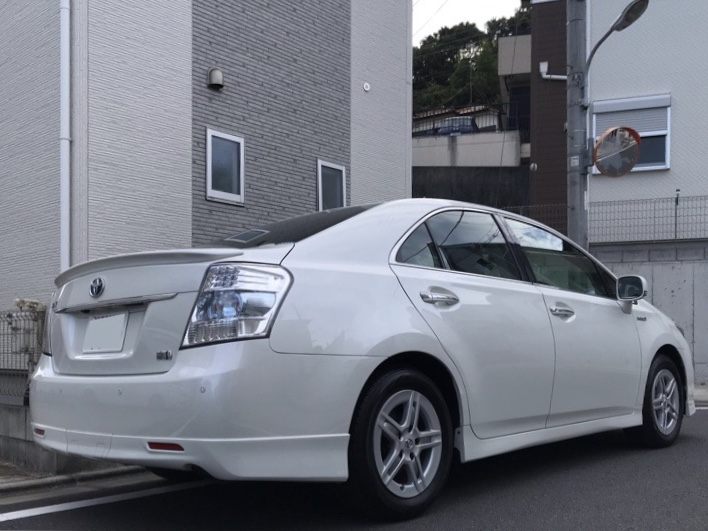
トヨタSAI前期型S LEDエディション

2009年10月20日
正式発表。
2009年12月7日
販売開始。CMではSalyuの楽曲「新しいYES」が起用された。CMキャラクターは伊集院静。
2010年2月8日
ブレーキが一時的に利きにくくなる現象に対する苦情が相次いだ問題を受けて、プリウス（3代目）、プリウスPHV(初代)、SAI、レクサス・HS250hがリコールの対象となった。
2010年10月19日
トヨタ製ハイブリッド車の国内累計販売台数が同年7月で100万台を達成したことを記念し、「S」をベースにLEDヘッドランプ（2連プロジェクター式/ロービーム/ポップアップ式ヘッドランプクリーナー付）を装備すると共に、スポイラー（フロント、リアバンパー、リアリップ）、本革巻き・木目調ステアリングホイール、木目調加飾のドアトリムスイッチベース、フロントフォグランプ、プラズマクラスター（マイナスイオン発生機能付）を装備した特別仕様車「S LEDエディション」を発売。
2011年10月11日
一部改良（11月1日販売開始）。
PETの原料の一部であるモノエチレングリコールをサトウキビ由来のバイオ原料に差し替えた「バイオPET」を用いたことで耐熱性・耐久性を向上させた新エコプラスチックをシート表皮・フロアカーペット・パッケージトレイトリムに採用。フロントロアグリルとドアパネルにメッキモール、センタークラスターに木目調加飾を施したほか、「S Lセレクション」を除く全グレードでフロントドアガラスに紫外線を約99%カットするスーパーUVカットを採用。
ボディカラーにはグレーメタリックを追加するとともに、内装色はブラックとシェルの2色に刷新。
さらに、足回りの改良を行い、操舵性・走行安定性を高め、上質な乗り心地を実現したほか、ハイブリッド車の接近を歩行者などに知らせる車両接近通報装置も追加された。
また、エンジン制御を改良したことで燃費性能を1.0km/L（10・15モード燃費）向上した。グレード体系を拡充し、新たにスポーティー仕様の「ツーリングセレクション」、安全装備を充実した「G Aパッケージ」、スポーティーな外観と充実した安全装備を兼ね備える「G ツーリングセレクション・Aパッケージ」を新設した。
2013年8月29日
マイナーチェンジ。
内外装を刷新し、エクステリアはフロントエンブレムからサイドのキャラクターライン、リアへと流れるようなラインを描くデザインとなり、ほぼ車両の全幅をカバーできる超ワイドサイズヘッドランプを採用。新デザインの16インチアルミホイールを標準装備したほか、「G」系グレードにオプション設定されている18インチアルミホイールのデザインも変更した。ボディカラーは「レッドマイカメタリック」、「グレーマイカメタリック」、「クリアーストームメタリック」の新色3色を含む7色を設定。
また、ハイブリッド制御を変更したことでJC08モード燃費を1.4km/L向上。この他、吸・遮音材の増強や遮音ガラスの採用、エンジンマウントの改良などで静粛性を、スポット打点の追加によるボディ剛性強化によって走行安定性を強化するなど基本性能を高め、軽いアクセル操作で力強い加速性能を生み出し、パワーステアリング制御の切替と相まってダイレクト感あふれる走行を可能にする「スポーツドライブモード」を追加。
さらに、「G」系グレードにはmicroSDカードスロットやBlu-rayを新たに備え、USB端子を2つに増やすなど機能も強化したSDナビゲーション（10スピーカー）を標準装備する（「S」系グレードにもオプションで装備可能）とともに、災害時に非常用電源として利用できるアクセサリーコンセント（AC100V・1500W）のオプション設定を追加した。
グレード体系が一部変更となり、「ツーリング・セレクション」及び「S"Lセレクション"」を廃止する代わりに、「S"Cパッケージ"」を新設した。
なお、デザインの大幅な変更に伴って、前期型では左上に配置されていた「SAI」の車名エンブレムが後期型では左下に移動となっている。
また、元来「エコカー」はプロモーションカラーが青系になるケースが多く見られるが、後期型では斬新さを打ち出すため、新色の「レッドマイカメタリック」がプロモーションカラーに選定された。CMキャラクターは真木よう子に変更。
2014年
同年末までの新車登録台数の累計が8万7285台に達する。
2015年5月11日
一部改良及び特別仕様車「G"Viola（ヴィオラ）"」を発売。
新たに、99%以上カットできる紫外線の波長の上限を380nmから400nmに変更した世界初の「スーパーUV400カットガラス」をフロントドアに採用。また、洗車などによる小さなすり傷を自己修復するクリア塗装「セルフリストアリングコート」をすべてのボディカラーに採用したほか、ヒルスタートアシストコントロールは坂道を感知する機能を追加し、車両のずり落ちを緩和する性能を高めた。さらに、「G」と「G"Aパッケージ"」に標準装備されているナビゲーションシステムを「T-Connect SDナビゲーションシステム」に変更。ボディの剛性を高めるとともにサスペンションのチューニングとステアリングギア比を変更して操舵時の車両応答性を高めたことで優れた操舵安定性を実現し、ライセンスランプを白色LEDに変更した。
「G"Viola"」は、「G」をベースに、シート表皮（ファブリック×合皮）・ドアトリムオーナメント・シートベルトにダークバイオレットを、ステッチ類にバイオレットを、ドアアームレスト・センターコンソール・リモートタッチの側面にライトバイオレットを、木目調パネル（ステアリング・インパネセンタークラスター・ドアトリムスイッチベース）にクールブラックをそれぞれ採用するとともに、快適温熱シート（運転席・助手席）やスカッフイルミネーション（運転席・助手席）などを装備した。ボディカラーは専用色の「スパークリングブラックパールクリスタルシャイン（オプションカラー）」を含む4色を設定するほか、ブラックの専用加飾を施した18インチアルミホールをオプション設定した。
2017年11月15日
販売終了。ホームページへの掲載も終了。既存の10代目カムリ（XV70型系）が事実上の代替車種となる。

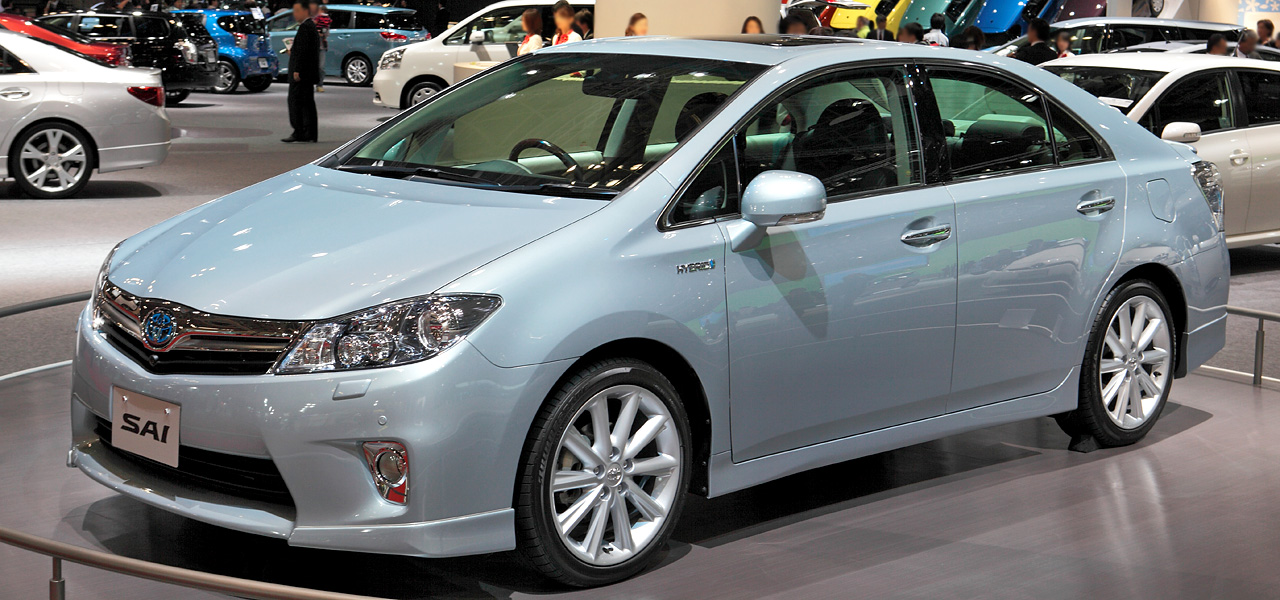
前期型 G "AS Package"
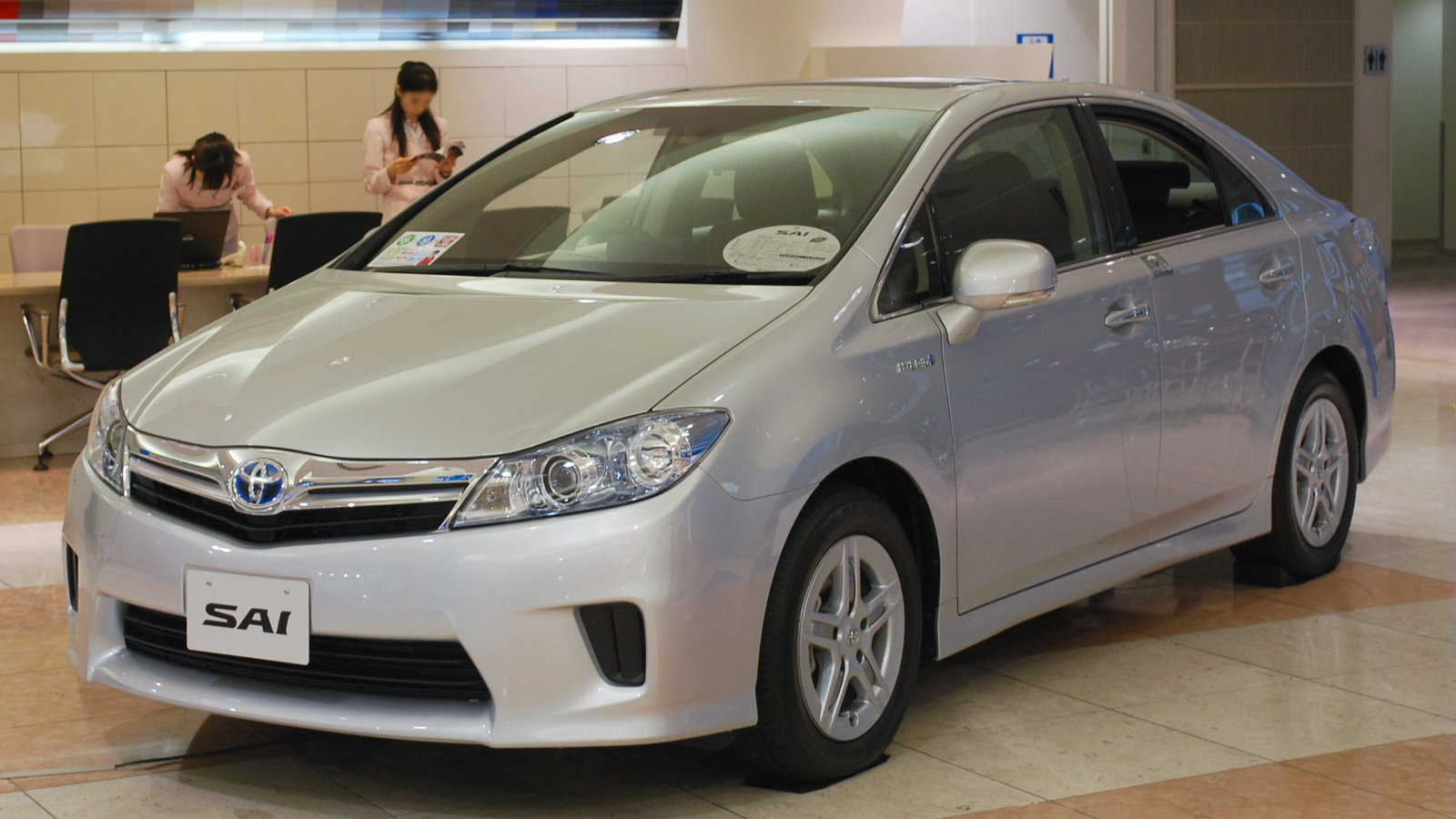
前期型　S
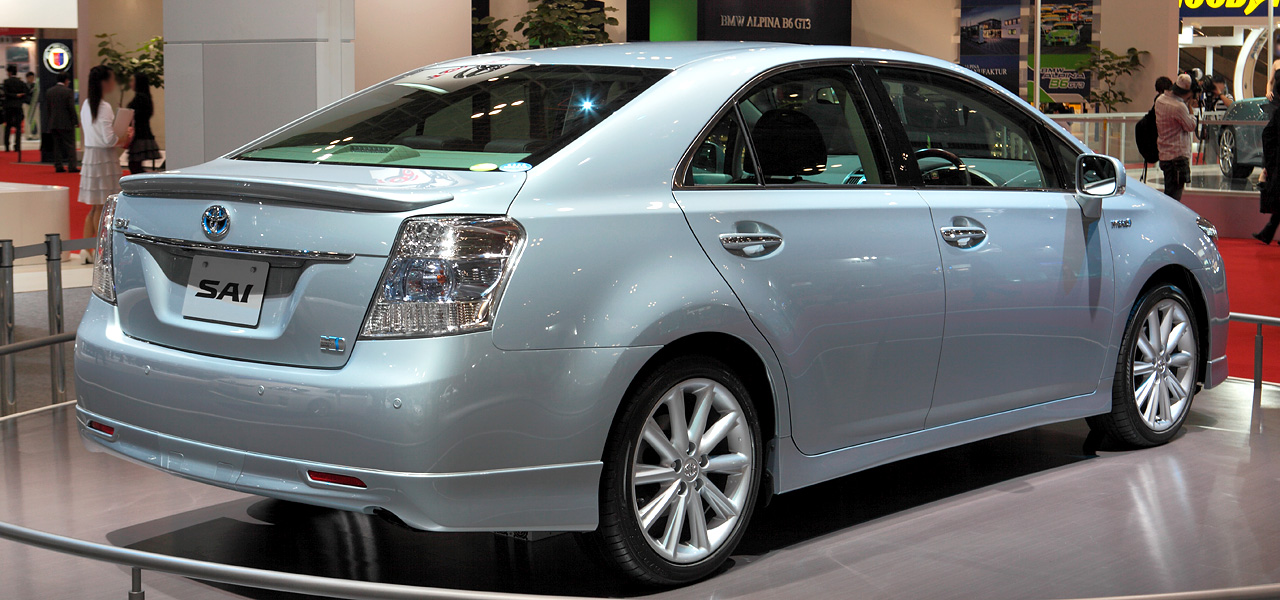
前期型 G "AS Package"　リア
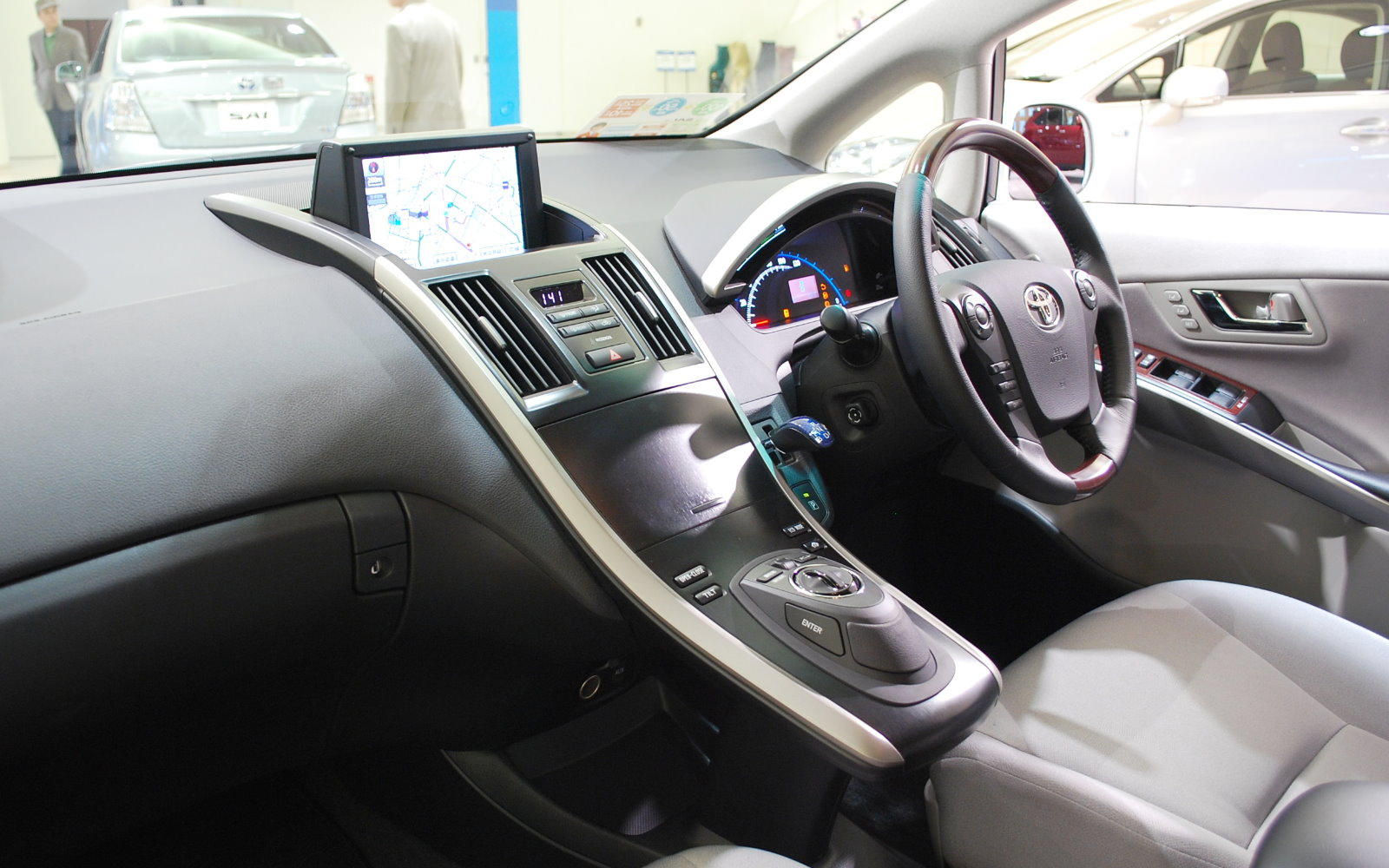
前期　インテリア
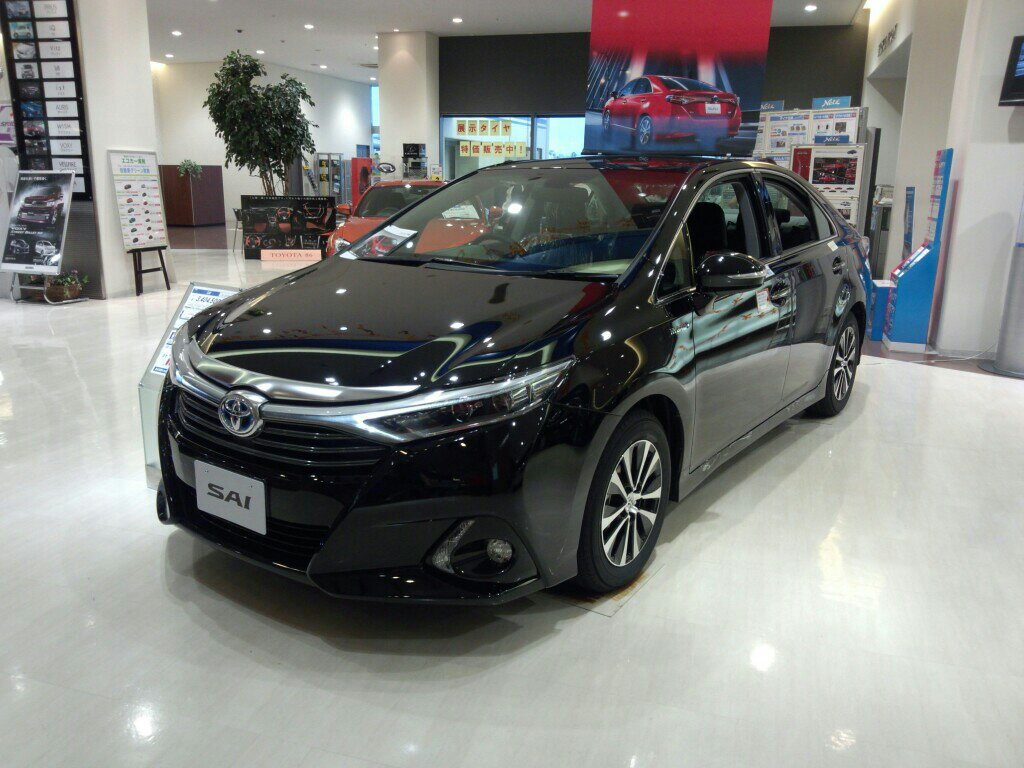
後期型 S "C Package"
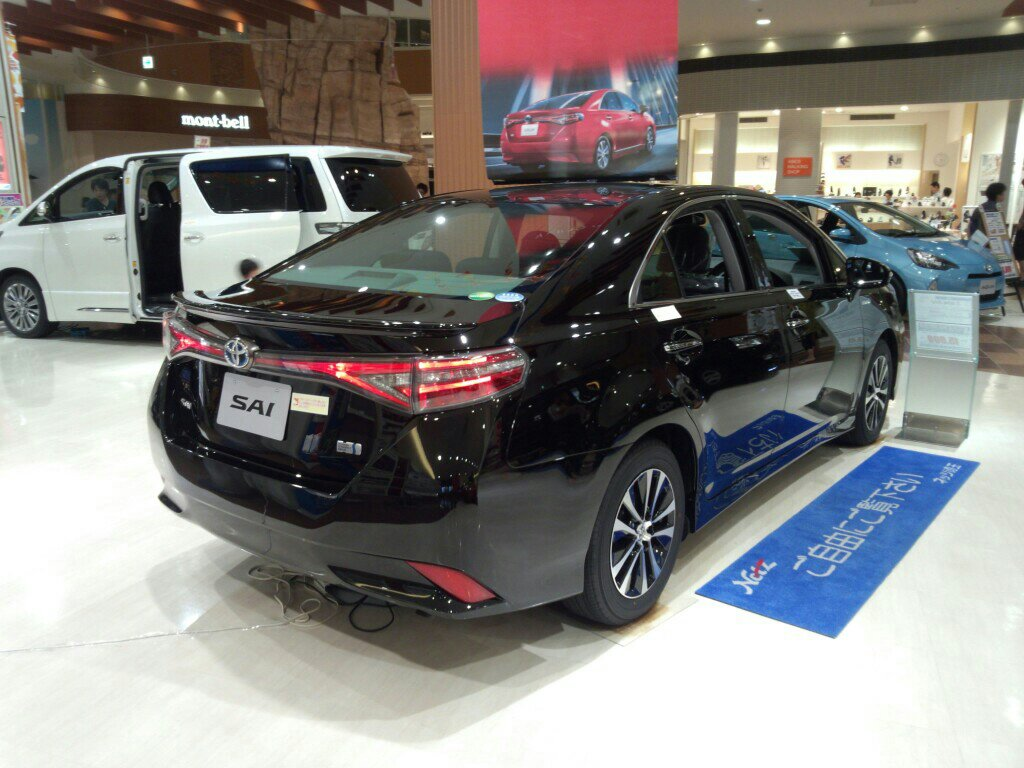
後期型 S "C Package"　リア

## 車名の由来
「環境性能や安全性を持つ才能→“才”に満ちた先進性と、上質感をお洒落・シックに演出する彩り→“彩”を放つ上質感」という開発コンセプトのキーワードとなった漢字の「才」と「彩」を掛け合わせて「SAI」と名づけられた。元々は開発コードネームだったが、それがそのまま市販車両名に活かされる形となり、結果的にカムリ（冠）同様和名の車となった。

## 販売店
プリウスと同様にレクサス専売店を除くトヨタの全販売店（トヨタ店、トヨペット店、カローラ店、ネッツ店）で取り扱う。なお、ネッツ店についてはアベンシスが輸入中止になって以来およそ1年ぶりにセダンを取り扱うこととなり、カローラ店については2006年1月に販売終了したウィンダム以来、3年10か月ぶりにカムリの上位クラスに属するフラグシップ系セダンを取り扱うこととなった。